# Mała Wowcza
Mała Wowcza (ukr. Мала Вовча) – wieś na Ukrainie, w obwodzie charkowskim, w rejonie czuhujewskim, w hromadzie Wołczańsk. W 2001 liczyła 563 mieszkańców.